# Natan Gross
Natan Gross (ur. 16 listopada 1919 w Krakowie, zm. 5 października 2005 w Tel Awiwie) – polsko-izraelski scenarzysta, reżyser, producent, krytyk i historyk filmu, poeta, pisarz, tłumacz, edytor i wydawca publikujący w języku polskim i hebrajskim.

## Życiorys

### Edukacja i okres okupacji

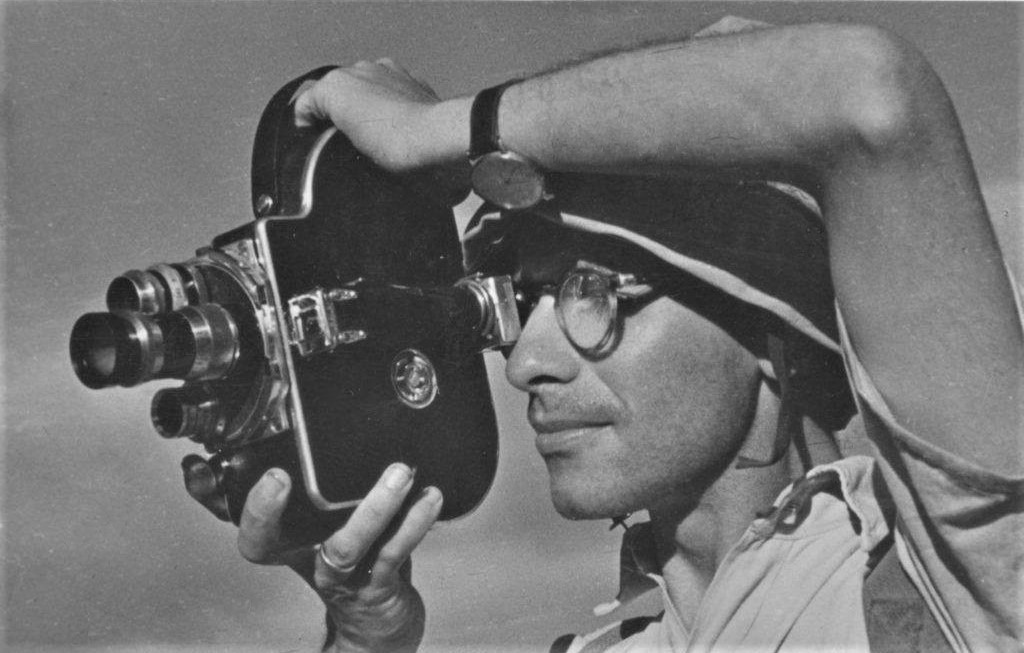
Natan Gross z kamerą ręczną w Izraelu 1951

Urodził się w Krakowie w rodzinie żydowskiej. Jego bratem był Yoram Gross. W 1938 r. zdał maturę w krakowskim Gimnazjum Hebrajskim. W 1938 roku rozpoczął studia prawnicze na Wydziale Prawa Uniwersytetu Jagiellońskiego. W czasie okupacji przebywał w okolicach Krakowa, potem w getcie krakowskim, wreszcie – jako Franciszek Grymek, czeladnik szewski – ukrywał się na aryjskich dokumentach w Warszawie. Ostatnie dni okupacji spędził wraz ze swoim bratem w Otwocku. Okres wojny opisał w swojej książce wydanej w 1986 roku w języku hebrajskim pt. Mi ata adon Grymek (polskie wydanie ukazało się w 1991 roku nakładem krakowskiego Wydawnictwa Literackiego pod tytułem Kim pan jest, panie Grymek?).

### Lata powojenne w Polsce
Po wojnie wrócił do Krakowa, gdzie współpracował z Żydowską Komisją Historyczną, działał w organizacji „Gordonia”, zajmował się też tłumaczeniem poezji hebrajskiej.

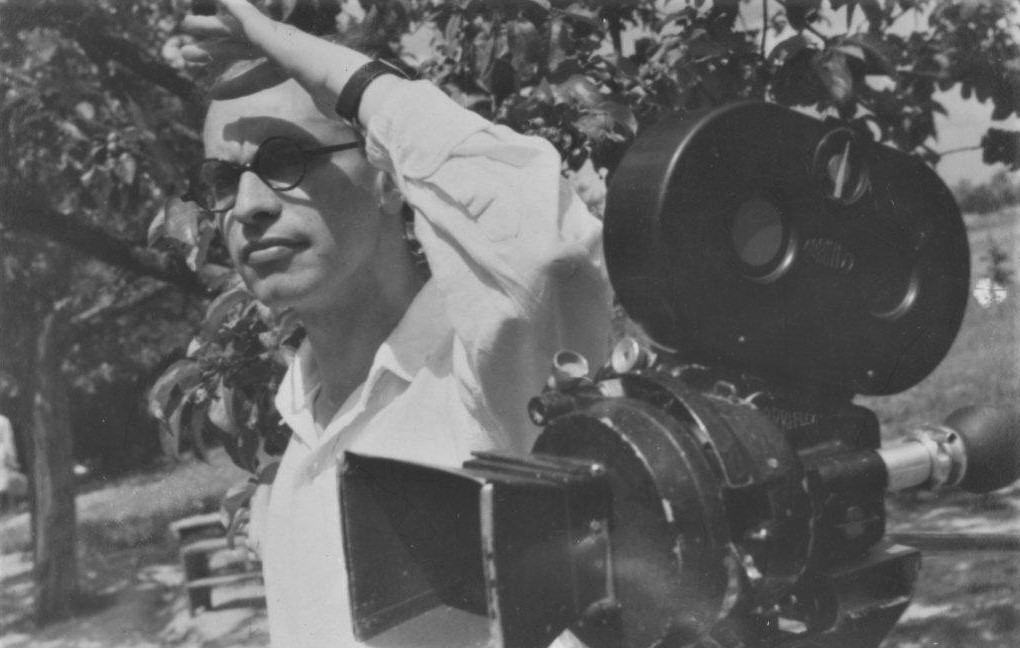
Natan Gross podczas kręcenia filmu Undzere kinder, 1948

Jego uwagę pochłonęły jednak przede wszystkim sprawy filmowe. W 1946 r. ukończył Kurs Przeszkolenia Filmowego w Krakowie, na którym miał okazję zetknąć się ze znakomitymi wykładowcami m.in. z Antonim Bohdziewiczem, Stefanem Szumanem czy Romanem Ingardenem. Jeszcze w tym samym roku został oddelegowany do Łodzi jako asystent Stanisława Wohla przy filmie Dwie godziny (w napisach w czołówce występuje pod pseudonimem F. Grymek). Po perturbacjach związanych z tym filmem (z powodu zarzutów o formalizm film czekał na premierę do 1957) Gross wahał się, czy dalej zajmować się kinematografią. Wówczas spotkał na swojej drodze Saula Goskinda, producenta filmów w języku jidysz, który zaproponował Grossowi stanowisko scenarzysty i reżysera w swojej nowo otwartej wytwórni Kinor. W Łodzi pracował również jako redaktor pisma młodzieżowego „Słowo Młodych” oraz współpracował z innymi pismami: „Naszym Słowem”, „Opinią”, „Mostami”. W tych ostatnich opublikował pierwsze swoje przekłady poezji hebrajskiej i jidysz na język polski oraz pierwsze recenzje teatralne, filmowe i literackie.

### Praca zawodowa w Izraelu
Na skutek sytuacji politycznej w kraju, 11 stycznia 1950 roku wyjechał do Izraela. Tam przez pierwsze pół roku mieszkał w Ra’anannie. Po miesiącu pobytu realizował już pierwsze swoje filmy, głównie dokumentalne. We współpracy z Goskindem założył kooperatywę filmową Kolon, był redaktorem kroniki filmowej Chadaszot Kolon: Geva (późniejszej Chadaszot Geva). W sumie nakręcił około 100 filmów dokumentalnych, m.in. dla Histadrutu (30 filmów), Państwowej Służby Filmowej (14 filmów), Wojskowej Jednostki Filmowej (8 filmów) czy dla Nehory. W 1963 roku nakręcił swój jedyny pełnometrażowy film fabularny pt. Piwnica, który otrzymał dwie nagrody na 13. MFF w Berlinie. Był członkiem komisji przyznającej tytuł Sprawiedliwy wśród Narodów Świata w Jad Waszem.
Zmarł w wieku 85 lat w Tel Awiwie i tam został pochowany. Jego syn Ja’akow (Jakub) jest jednym z najwybitniejszych izraelskich reżyserów realizujących filmy w oparciu o materiały archiwalne. Archiwum osobiste i literackie Natana Grossa znajduje się w Archiwum Emigracji w Bibliotece Uniwersyteckiej w Toruniu.

## Filmografia
- 1946–1949: Jidisze Film Kronik (z jid. Żydowska Kronika Filmowa)
- 1947: Der weg cum gezunt (z jid. Droga do zdrowia)
- 1947: Der jidiszer jiszew in Niderszlezje (z jid. Żydowskie osadnictwo na Dolnym Śląsku)
- 1948: Undzere kinder (z jid. Nasze dzieci)
- 1948: Mir lebngeblibene / Am Jisroel Chai (z jid. i hebr. My, którzy przeżyliśmy)
- 1948: ORT
- 1948: Joint
- 1949: Achar alpaim szana (z jid. Po dwóch tysiącach lat)
- 1949: Kadima Gordonia (z jid. Naprzód, Gordonia)

## Publikacje
- 1971: Co nam zostało z tych lat, Tel Awiw (nakładem Związku Wychowanków Hebrajskiego Gimnazjum w Krakowie)
- 1976: Okruszyny młodości, Tel Awiw
- 1991: Kim pan jest, panie Grymek? (wznowione w 2005)
- 1993: Poeci i Szoa. Obraz zagłady Żydów w poezji polskiej
- 2000: Żydowski bard. Gawęda o życiu i twórczości Mordechaja Gebirtiga
- 2002: Film żydowski w Polsce
- 2006: Przygody Grymka w Ziemi Świętej

wydał też antologie:
- 1947: Wybór współczesnej poezji hebrajskiej[6], Łódź
- 1948: Pieśni o Izraelu, Łódź
- 1975: Pieśni buntu i Zagłady (wiersze) Hajfa
- Antologia hebrajskiej poezji zagłady (jako współredaktor)

## Nagrody i odznaczenia
- 1960: nagroda pisma „Dawar” za reportaż
- 1989: nagroda „Echa Krakowa” za książkę Kim pan jest, panie Grymek?
- 1991: odznaczenie Nagrodą Izraelskiej Akademii Filmowej